# 松竹エンタテインメント
株式会社松竹エンタテインメント（しょうちくエンタテインメント）は、日本の芸能事務所。松竹の連結子会社。
関連会社の松竹芸能がお笑い芸人・タレントのマネジメントが中心であるのに対して、松竹エンタテインメントは俳優を中心にマネジメントする企業として発足した。2005年には松竹110年記念企画女優オーディション「松竹STAR GATE」を開催し、海老瀬はなを発掘した。

## 沿革
- 2003年5月20日、松竹株式会社より独立して旧「株式会社松竹エンタテインメント」を設立[4]。
- 2006年12月、旧「株式会社松竹エンタテインメント」が「株式会社エスエージェンシー」に商号変更[5]。
- 2006年12月26日、新「株式会社松竹エンタテインメント」を設立[5]。
- 2006年12月、「株式会社エスエージェンシー」が解散[4][5]。

## 所属する人物

### 女優
- 森口瑤子
- 紅ゆずる[6]
- 舞羽美海
- 辻本瑞貴
- 松宮なつ
- 松本麻希
- 宮地真緒

### 俳優
- 片岡愛之助
- 尾上松也
- 中村隼人
- 近藤芳正
- 今井翼
- 野島透也
- 前田航基
- 前田旺志郎
- 増田怜雄
- 仁科克基
- 武野功雄
- 金田昇

### 文化人
- 宮瀬茉祐子

### 声優
- 神月柚莉愛
- 鈴木千夏
- 東明佑莉
- 花岡芽佳
- 浜名希実
- 藤田優香
- 明神亜美
- 藤田裕衣

## かつて所属していた俳優
- 檀れい
- 滝川英治
- 海老瀬はな
- 喜多村緑郎